# Hà Bắc (tỉnh cũ)
Hà Bắc là một tỉnh cũ ở đồng bằng và trung du Bắc Bộ Việt Nam. Địa giới hành chính tỉnh Hà Bắc tương ứng với tỉnh Bắc Ninh ngày nay.

## Địa lý
Tỉnh Hà Bắc (1962-1996) là vùng trung tâm và chiếm phần lớn diện tích của vùng Kinh Bắc xưa, có vị trí địa lý:
- Phía bắc giáp tỉnh Bắc Thái và tỉnh Cao Lạng
- Phía nam giáp tỉnh Hải Hưng
- Phía đông giáp tỉnh Quảng Ninh
- Phía tây giáp thành phố Hà Nội.

## Lịch sử
Tỉnh Hà Bắc được thành lập ngày 27 tháng 10 năm 1962 trên cơ sở hợp nhất hai tỉnh Bắc Ninh và Bắc Giang. Khi hợp nhất, tỉnh Hà Bắc ban đầu gồm 2 thị xã: thị xã Bắc Giang (tỉnh lỵ), thị xã Bắc Ninh và 16 huyện: Gia Lương, Hiệp Hòa, Lạng Giang, Lục Nam, Lục Ngạn, Quế Dương, Sơn Động, Tân Yên, Thuận Thành, Tiên Du, Từ Sơn, Việt Yên, Võ Giàng, Yên Dũng, Yên Phong, Yên Thế.
Năm 1962, hợp nhất 2 huyện Quế Dương và Võ Giàng thành huyện Quế Võ.
Ngày 14 tháng 4 năm 1963, hợp nhất 2 huyện Tiên Du và Từ Sơn thành huyện Tiên Sơn.
Diện tích 4.614,95 km². Dân số 2.260.893 người (1993).
Hà Bắc là một tỉnh có vị trí địa chiến lược vô cùng quan trọng trên tuyến quốc lộ 18A và 1A. Hai tỉnh Hà Bắc và Bắc Thái được mệnh danh là cửa ngõ của thủ đô trong 2 cuộc chiến tranh chống Pháp và Mỹ. Sân bay Kép ở huyện Lạng Giang đóng vai trò quan trọng trên tuyến phòng thủ biên giới phía Bắc.
Hà Bắc là vùng trung tâm và chiếm phần lớn diện tích của vùng Kinh Bắc xưa, là cái nôi của những làn điệu dân ca quan họ mượt mà, đằm thắm.
Đến năm 1996, tỉnh Hà Bắc có diện tích 4.614,6 km², dân số 2.363.254 người, gồm 2 thị xã: thị xã Bắc Giang (là tỉnh lị), thị xã Bắc Ninh và 14 huyện: Gia Lương, Hiệp Hòa, Lạng Giang, Lục Nam, Lục Ngạn, Quế Võ, Sơn Động, Tân Yên, Thuận Thành, Tiên Sơn, Việt Yên, Yên Dũng, Yên Phong, Yên Thế.
Ngày 6 tháng 11 năm 1996, kỳ họp thứ 10 Quốc hội khóa IX ra Nghị quyết chia tỉnh Hà Bắc để tái lập tỉnh Bắc Giang và tỉnh Bắc Ninh:
- Tỉnh Bắc Giang gồm thị xã Bắc Giang và 9 huyện: Hiệp Hòa, Lạng Giang, Lục Nam, Lục Ngạn, Sơn Động, Tân Yên, Việt Yên, Yên Dũng, Yên Thế.
- Tỉnh Bắc Ninh gồm thị xã Bắc Ninh và 5 huyện: Gia Lương, Quế Võ, Thuận Thành, Tiên Sơn, Yên Phong.